# Glenelg (Nuevo Brunswick)
Glenelg es una parroquia canadiense situada en la provincia de Nuevo Brunswick.

## Superficie
Glenelg tiene una superficie de 504,78 km².

## Demografía
En 2021, tenía 1532 habitantes, una densidad poblacional de 3 hab./km², y 729 viviendas.